# Neolosbanus laeviceps
Neolosbanus laeviceps är en stekelart som först beskrevs av Charles Joseph Gahan 1940.  Neolosbanus laeviceps ingår i släktet Neolosbanus och familjen Eucharitidae. Inga underarter finns listade i Catalogue of Life.